# Uvinza
Uvinza – miasto w Tanzanii, w regionie Kigoma. Według danych szacunkowych na rok 2010 liczy 128 915 mieszkańców.